# 1730
- Wikisource

| Calendário gregoriano                                                        | 1730 MDCCXXX                         |
| Ab urbe condita                                                              | 2483                                 |
| Calendário arménio                                                           | 1179 – 1180                          |
| Calendário bahá'í                                                            | -114 – -113                          |
| Calendário budista                                                           | 2274                                 |
| Calendário chinês                                                            | 4426 – 4427 Início a 17 de fevereiro |
| Calendário copta                                                             | 1446 – 1447                          |
| Calendário etíope                                                            | 1722 – 1723                          |
| Calendários hindus - Vikram Samvat - Calendário nacional indiano - Cáli Iuga | 1785 – 1786 1651 – 1652 4830 – 4831  |
| Calendário Holoceno                                                          | 11730                                |
| Calendário islâmico                                                          | 1143 – 1144                          |
| Calendário judaico                                                           | 5490 – 5491                          |
| Calendário persa                                                             | 1108 – 1109                          |
| Calendário rúnico                                                            | 1980                                 |
| Calendário solar tailandês                                                   | 2273                                 |

1730 (MDCCXXX, na numeração romana) foi um ano comum do século XVIII do actual Calendário Gregoriano, da Era de Cristo, e a sua letra dominical foi A (52 semanas), teve início a um domingo e terminou também a um domingo.
| Ano completo                    |
| ------------------------------- |
| Ano comum com início ao domingo |

## Eventos

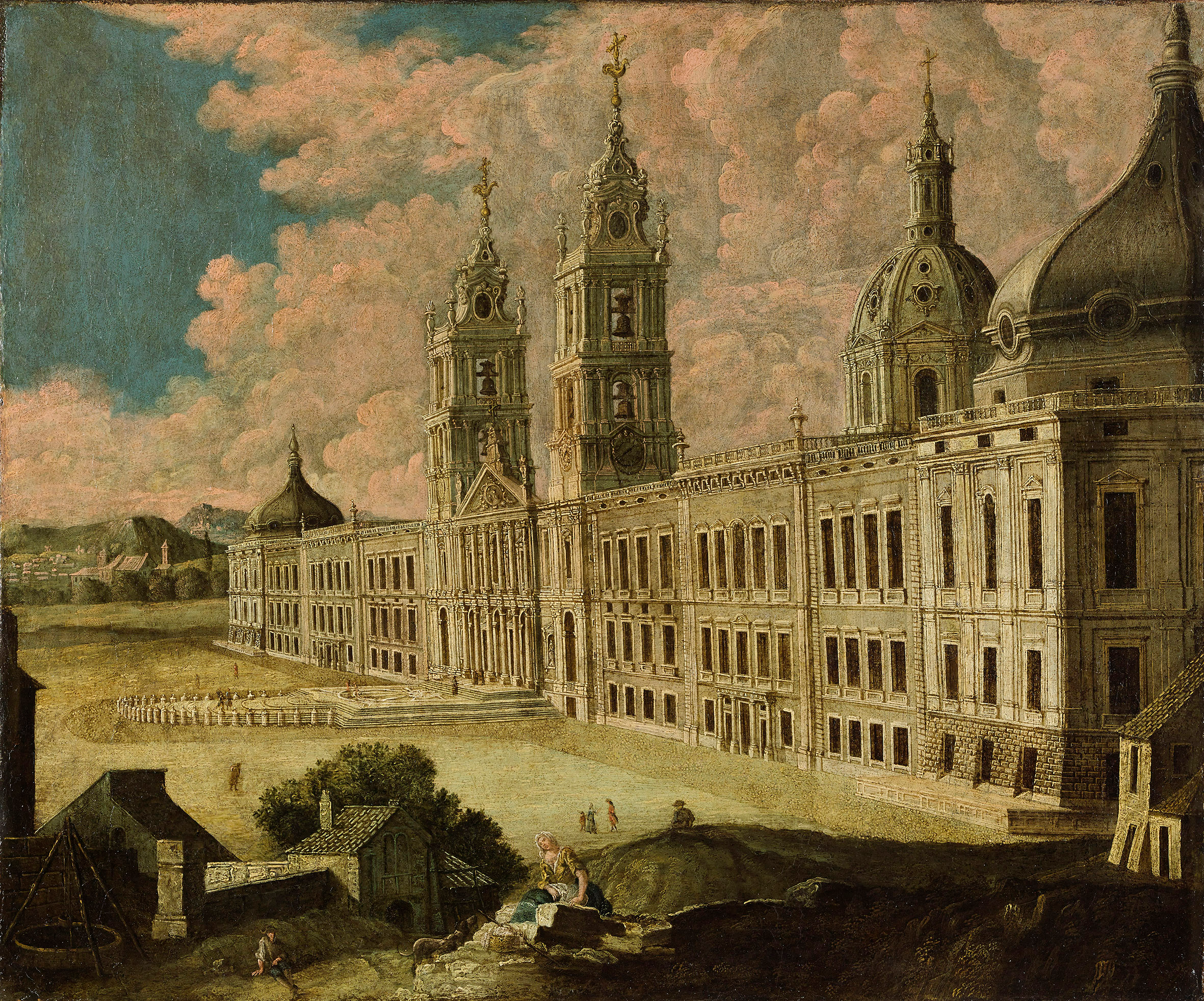
O Convento de Mafra foi inaugurado no dia em que rei João V de Portugal fez 41 anos.

### Junho
- 13 de junho – Um sismo causa destruição na freguesia da Luz, ilha Graciosa, Açores, provocou destruição generalizada na freguesia.

### Julho
- 12 de julho – É eleito o papa Clemente XII.

### Outubro
- 22 de outubro – Domingo. D. João V de Portugal fez 41 anos e escolheu a data para a inauguração da Real Obra de Mafra, com a sagração da Basílica e do Convento, apesar de a sua construção ainda não estar completa. As cerimónias decorreram ao longo de 8 dias com a participação da corte e do Patriarca de Lisboa.

## Nascimentos
- 29 de Agosto de 1730 - Aleijadinho, escultor brasileiro (m. 1814)

## Mortes
- 23 de Fevereiro - Papa Bento XIII (n. 1649)
- 23 de Março - Carlos I de Hesse-Cassel (n.1654)
- 20 de Novembro - Lopo Furtado de Mendonça, conde de Rio Grande, almirante português (n. 1661).

## Por tema
- 1730 na ciência